# Katarina Čas
Katarina Čas, slovenska igralka, * 23. september 1976, Slovenj Gradec.

## Življenje
Katarina je hči Mirana Časa (22. julija 1952, Slovenj Gradec – 23. februar 2015, Ljubljana) in Aleksandre Kas. Ima mlajšo sestro, Vito Čas.
Srednjo šolo je obiskovala v Ljubljani. Po uspešno zaključeni Gimnaziji Bežigrad je študij nadaljevala na Ekonomski fakulteti v Ljubljani, ki ga je sklenila z tržnega komuniciranja. 
Na televiziji se je pri rosnih dvanajstih letih prvič pojavila leta 1988 v reklami za Cockto v režiji Jake Judniča. V plesni skupini Mojce Horvat, kjer je takrat plesala, so jo izbrali, da je z Urošem Belantičem nagajivo skakala po lužah. Leta 1989 je zaigrala v mladinskem filmu Peklenski načrt. Bolj aktivno pa se je na televiziji leta 1997 začela pojavljati z glasbeno oddajo Atlantis. Kasneje pa z oddajo Zmenkarije na Kanalu A in alternativno glasbeno oddajo Aritmija na RTV Slovenija.
Njena mednarodna igralska kariera se je začela z vlogo Gabriele v filmu The Guard (Policist), režiserja John M. McDonagh-a. Njena najvidnešja vloga do sedaj je v filmu Martina Scorseseja Volk z Wall Streeta. Zaigrala je tudi z Alom Pacinom v filmu Danny Collins. Igrala je v številnih britanskih serijah kot so A Touch of Cloth, New Tricks, Death in Paradise, Silent Witness, Love Lies and Records in Wild Bill ter v ameriskih serijah Berlin Station in Jack Ryan.
Leta 2018 je začela pevski projekt K.A.T. (Katarina's Audio Theater). Glasbo ustvarja Martin Štibernik- Mistermarsh in besedila Mitja Novljan. Za projekt, ki ga opisuje kot spontani eksperiment, je bila spodbuda vloga v filmu Jaz sem Frenk - I am Frenk, kjer je igrala glavni lik pevke Ines. 20. junija 2018 je bil na YouTubu objavljen prvi singel Secret Messiah. V 2019 je izdala singla Imaginative Man in Un bacio di luna. 10. junija 2020 je bil izdan četri singel The Loop. 

## Filmografija

### Film
| Leto | Naslov                    | Vloga              | Opomba                |
| ---- | ------------------------- | ------------------ | --------------------- |
| 1992 | Peklenski načrt           | Špela              | mladinski film        |
| 2000 | V petek zvečer            | Katja              | nizkoproračunski film |
| 2000 | Obsojena                  |                    | tv igra               |
| 2008 | Reality                   | Blondie in Gipsy   | slovenska komedija    |
| 2011 | The Guard                 | Gabriela McBride   | irski film (Čuvaj)    |
| 2013 | Volk z Wall Streeta       | Chantalle          | ameriški film         |
| 2015 | Postali bomo prvaki sveta | ameriška novinarka | koprodukcija          |
| 2015 | Danny Collins             | Sophie             | ameriški film         |
| 2016 | Prehod                    | Liz Waid           | koprodukcija          |
| 2017 | Prebujanja                | Ula                |                       |
| 2017 | Vztrajanje                |                    |                       |
| 2018 | Terminal                  | Chloe Merryweather | koprodukcija          |
| 2018 | Paradise/Raj              | Klaudia            | koprodukcija          |
| 2019 | Jaz sem Frenk             | Ines               |                       |
| 2022 | Gajin svet 2              | Vivien             |                       |

### Televizija
| Leto       | Naslov                              | Vloga          | Opomba                                 |
| ---------- | ----------------------------------- | -------------- | -------------------------------------- |
| 1988       | Oglas za Cockto                     | -              | v režiji Jake Judniča                  |
| 1997       | Atlantis                            | voditeljica    | glasbena oddaja                        |
| 1997       | Odklop                              |                | Sezona 1., Oddaji 17 in 18             |
| 2005       | Aritmija                            | voditeljica    | glasbena oddaja                        |
| 2007       | Zauvijek susjedi                    | Urška          | hrvaška TV nanizanka                   |
| 2008       | Strasti                             | Ana            | TV nanizanka                           |
| 2010       | Dan ljubezni                        | Martina        | spletna nanizanka                      |
| 2010       | Prepisani                           | Barbra Zidar   | spletna nanizanka                      |
| 2011       | Pod sretnom zvijezdom               | Ena Kolar      | hrvaška TV nanizanka                   |
| 2013       | Liam and Lenka                      | Lenka          | kratki britanski film                  |
| 2013       | A Touch of Cloth                    | Katya          | britanska TV nanizanka (Dotik tkanine) |
| 2013       | New Tricks                          | Hana Keranovic | britanska TV nanizanka (Nove zvijače)  |
| 2013       | Življenja Tomaža Kajzerja           | Alenka Kajzer  | TV nanizanka                           |
| 2015       | Death in Paradise (Smrt v raju) 4/3 | Imka           | BBC nadaljevanka                       |
| 2018-2019  | Berlin Station                      | Sofia Vesik    | TV serija                              |
| 2019       | Wild Bill                           | Lubica Varga   | TV serija                              |
| 2021-2023  | Primeri inšpektorja Vrenka          | Mojca          | TV serija                              |
| 2021       | Besa                                | Lara Pirsch    | TV serija                              |
| 2021-danes | Ja, Chef!                           | Pika Golob     | TV nanizanka (Voyo)                    |
| 2023       | Tom Clancy's Jack Ryan              | Katarina       | TV serija                              |
| 2024       | Življenja Tomaža Kajzerja 2         | Alenka Kajzer  | TV nanizanka                           |